# Могилата (защитена местност)
Вижте пояснителната страница за други значения на Могилата.
„Могилата“ известна и като Кабиюшка могила е защитена местност, намираща се в западната част на землището на село Коньовец, част от територията на Национален историко-археологически резерват „Кабиюк“. В края на 1973 г. е обявена за природна забележителност, която на 20 юли 2003 г. е прекатегоризирана като защитена местност.

## Местоположение
Могилата е хълмисто възвишение в северната част на община Шумен на територията на географската област Овче поле.

## Флора
Кабиюшката могила е известна с растителното си многообразие и е място, където се срещат редки и защитени видове растения. Тя е най-добре запазеното находище на степна растителност в България. Описаните растения наброяват около 200 вида тревни и храстовидни видове. По-характерни видове са: коило, руска самодивска трева, див бадем, планинско котенце, горска съсънка, храстовидна карагана, пролетен горицвет, син и сребрист конски босилек, повет, дребна перуника, жълт равнец.